# Portus (Pforzheim)

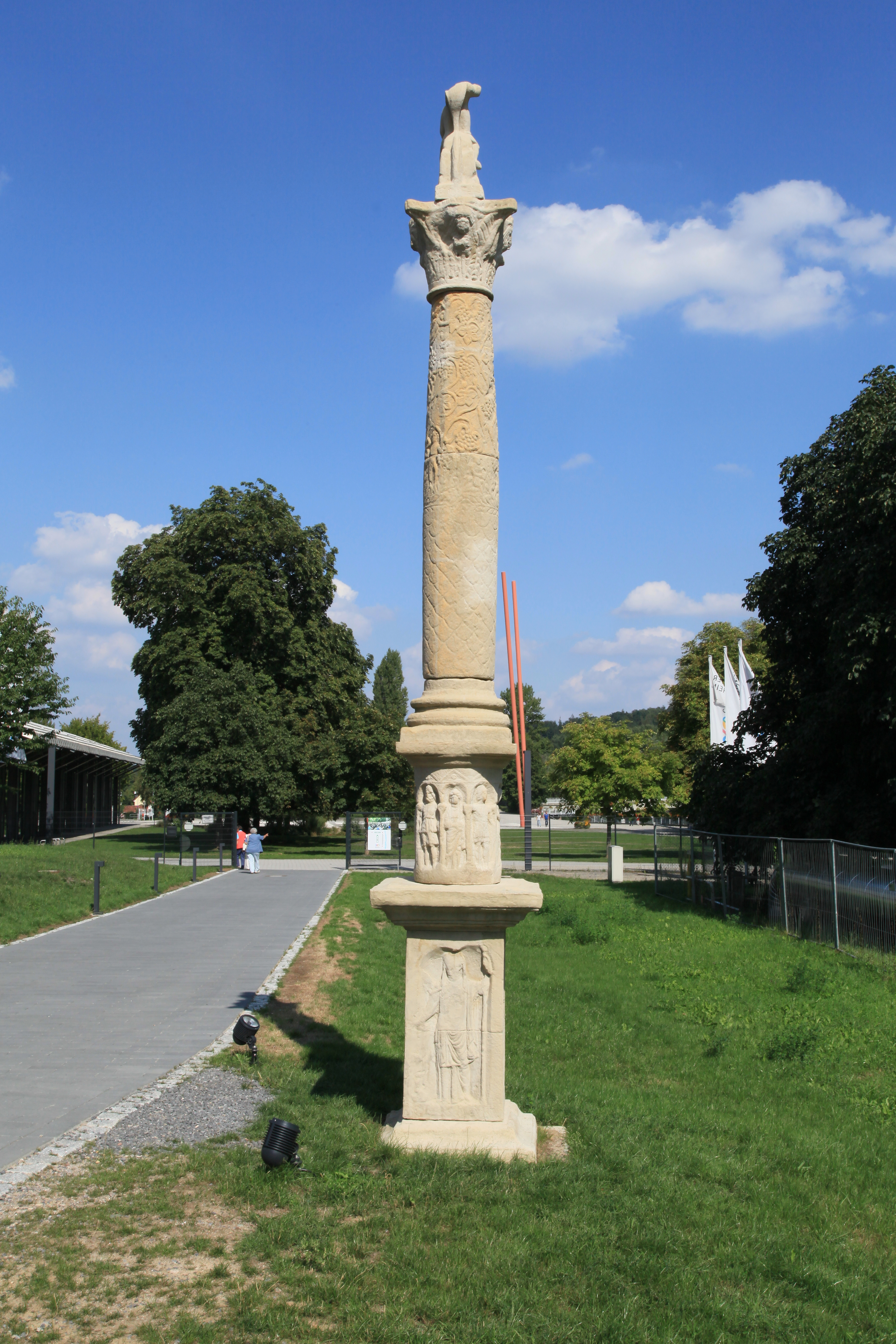
Römische Säule in Pforzheim

Portus war eine römische Siedlung (vicus) in der Provinz Germania superior (Obergermanien), die am Rande der heutigen Stadt Pforzheim lag. Sie wurde wahrscheinlich um die Jahre 85 bis 90 n. Chr. gleichzeitig mit den Limeskastellen am Neckar gegründet. Portus lag an der römischen Fernstraße von Straßburg über Stuttgart-Bad Cannstatt nach Augsburg an einer Furt der Enz und war erst eine wichtige Etappenstation dieser Militärstraße, die auch zum Limes führte. Portus entwickelte sich zu einer wohlhabenden Kleinstadt, musste jedoch nach dem Limesfall um die Jahre 260/261 aufgegeben werden, als die Römer die rechtsrheinischen Gebiete räumten.

## Namen
Der Namen Portus ist durch einen Leugenstein belegt, der 1934 bei Friolzheim gefunden worden war. Leugensteine gaben in dem gallischen/keltischen Längenmaß „Leuge“ die Entfernungen zum nächsten Hauptort an, wobei ein Leuge etwa 2,2 km entspricht. Auf den Steinen waren neben den nächsten Hauptort auch der Name des herrschenden römischen Kaisers eingraviert. Die Inschrift des Leugensteins von Friolzheim lautet: „Imp(eratori) M(arco) Iul(io) Ph/ilip(p)o Pio Fel(ici) / Aug(usto) p(ontifici) m(aximo) trib(unicia) / pot(estate) co(n)s(uli) p(atri) p(atriae) et / M(arco) Iul(io) Phili/ppo Caes(ari) / a Port(u) l(eugas) V“. Der Stein nennt Marcus Julius Philippus als Kaiser. Der Stein stammte aus dem Jahr 245 n. Chr. und gab die Entfernung nach Portus mit fünf Leugen an.
Klaus Kortüm interpretierte den Namen Portus im Sinne von “Flusshafen, Verladestation, Stapelplatz”. Es wurden jedoch eine Vielzahl an Übersetzungen vorgeschlagen, von „Anlandestelle“ bis „Zollstation“. Als falsch angesehen werden heute die immer noch verwendeten Übersetzungen von Johannes Reuchlin, der den Trojaner Phorkys als Namensgeber sah und von Melanchton, der Porta Hercyniae als „Pforte zum Schwarzwald“ deutete.
Die Ergänzung des römischen Namens Port(us) durch die frühdeutsche Endung „-heim“ geschah in der Merowingerzeit. Zum heutigen Namen Pforzheim führte noch die Lautverschiebung von „P“ zu „Pf“, die in der zweiten Phase der Zweiten Lautverschiebung in 6. und 7. Jahrhundert stattfand.

## Lage

Die ehemalige Furt führte durch die Enz und ist heute wenige Meter unterhalb der Altstädter Brücke markiert. Die Straßenreste dienen der Veranschaulichung.

Die Tallage von Portus ist geprägt durch den Schnittpunkt mehrerer Naturräume: Südlich der Enz erhebt sich der Nordschwarzwald, nördlich und westlich liegen die Hänge des Kraichgau und im Osten befinden sich die fruchtbaren Gäulandschaften des Neckarbeckens. Damit lag Portus verkehrstechnisch günstig am natürlichen Durchlass zwischen den klassischen Altsiedellandschaften des Kraichgaus im Westen und des Neckarbeckens im Osten. Hier verlief sicher schon eine vorrömische Verbindungslinie vom Oberrhein zum mittleren Neckar.
Nachdem die Römer Südwestdeutschland erobert hatten, schufen sie eine flächige Infrastruktur mit Straßen und Siedlungen an kritischen Punkten. Um die Siedlungen im Rheintal mit denen im Neckarraum zu verbinden, bot sich eine Straßenführung unter Umgehung des Schwarzwaldes an. In der Mitte zwischen den beiden Siedlungsräumen wurde an einer Furt der Enz eine neue Stadt gegründet, Portus. Durch diese Furt verlief die Fernstraße von Straßburg zum Kastell Stuttgart-Bad Cannstatt und weiter nach Augsburg, welche spätestens um 90 n. Chr. angelegt wurde. Diese Militärstraße war ein wichtiger Nachschubweg zum Limes. Die Furt lag etwa 800 m unterhalb der Mündung der Nagold in die Enz. Die Würm mündet kurz vor dieser Mündung in die Nagold, so dass die Enz ab der Nagoldmündung schiffbar war.
Nach den bekannten Fundstellen dehnte sich die Stadt an beiden Flussseiten von dem Enzübergang ausgehend in Ost-West-Richtung etwa 250 m bis 350 m Flussaufwärts und -abwärts aus. Das Siedlungsgebiet erreicht im Norden und Süden die steilen Hänge des engen Tales, was einer Breite von etwa 350 m entsprach. Diese Gegend wird heute als Pforzheims „Altstadt“ bezeichnet.

## Geschichte

### Vorrömische Geschichte
Die Existenz dauerhafter Siedlungen im Umfeld von Portus in vorrömischer Zeit scheint wenig wahrscheinlich, dennoch ist anzunehmen, dass der Bereich des heutigen Pforzheims wegen seiner verkehrsgünstigen Lage schon vor den Römern aufgesucht worden war. Einzelne Steinbeile wurden an den Nordhängen von Enz und Würm gefunden, was möglicherweise mit der neolithischen Waldnutzung zusammenhing. Bronze- und eisenzeitliche Werkzeuge wurden zwar bei Pforzheim gefunden, sie können jedoch bislang nicht mit einer Siedlungsstruktur in Zusammenhang gebracht werden. Für die frühe Latènezeit konnte keltischer Eisenerzabbau im rund zehn Kilometer enzaufwärts gelegenen Neuenbürger Revier nachgewiesene werden. Die Höhenbefestigung auf dem Schlossberg von Neuenbürg ging wohl auch mit der Ausbeutung dieser Rohstoffvorkommen zusammen.

### Römische Besiedelungsphase
Portus wurde wahrscheinlich unter Domitian um die Jahre 85 bis 90 n. Chr. gleichzeitig mit den Limeskastellen am Neckar (z. B. Benningen, Cannstatt, Köngen) gegründet. Der vicus bestand anfangs aus barackenähnlichen, in Leichtbauweise hergestellten Fachwerkbauten (cabanae), wie sie aus Kastellsiedlungen bekannt sind. Diese Bauweise hatte bis Mitte des zweiten Jahrhunderts bestand. Diese Fachwerkbauweise ist aus Schichtpaketen erkennbar, in denen sich mehrere Schichten aus Lehm von den Fußböden mit Anhäufungen von verziegeltem Wandlehm, Brandschutt und Siedlungsabfällen abwechseln, was auf zweimalige Zerstörung des vicus durch Feuer und darauffolgenden, sofortigen Wiederaufbau hindeutet. Diese Schichtpakete wurden großräumig nachgewiesen, so bei der Altstadtkirche St. Martin und nördlich davon entlang der Kappelhofer Straße sowie südlich der Enz im Krankenhausbereich.

### Stadtausbauphase
In den Brandschichten gefundene ostgallische und westpfälzer Sigillata und Firniskeramik belegen, dass die Holzbebauung Mitte des zweiten Jahrhunderts beendet wurde. Danach wurden vermehrt Steinhäuser gebaut, deren Fundamente in die Brandschichten hineingebaut waren, was zeigt, dass sie nach den Bränden errichtet wurden, also jüngeren Datums waren als die Holzbauten. Häuser mit Kellern und Hypokaustanlagen (Warmluftheizungen) sind an mehreren Stellen südlich der Enz nachgewiesen, jedoch nur vereinzelt nördlich der Enz. Diese Umstellung des Baustils ging wahrscheinlich mit der weiteren Vorverlegung des Limes nach Osten einher, die dazu führte, dass Portus weniger Etappenort der Fernstraße war, sondern vermehrt ein Verwaltungs- und Handelszentrum wurde. Hervorzuheben ist ein ausgedehnter Großbau direkt nördlich der Furt. Die Altstädter Kirche sitzt mit ihren romanischen Mauern auf den römischen Grundmauern dieses Gebäudes auf, dessen Ausdehnung nach Norden und Süden weit über den Kirchenbau hinausging. Dieses Gebäude überbaute die Römerstraße an der Furt und könnte eine Markthalle im Basilikastil gewesen sein. Die Siedlung wurde von den Römern jedoch aufgegeben bevor der Bau vollendet war. Zeugen eine mögliche Brücke über die Enz, die zu diesem Bau gehören könnte, wurden wahrscheinlich bei der neuzeitlichen Enzkorrektur zerstört.

### Aufgabe der Stadt
Noch Mitte des dritten Jahrhunderts herrschte in Portus rege Bautätigkeit. Mit dem Limesfalls 260/261 n. Chr. räumten die Römer die ostrheinischen Gebiete. Portus wurde von der römischen Bevölkerung verlassen und die Stadt wurde aufgegeben. Die späteste gefundene römische Münze datiert 251–252 n. Chr. Mehrere sich im Bau befundene Gebäude blieben unvollendet. Bis ins 10./11. Jahrhundert gab es Episoden der Wieder- beziehungsweise Weiterbenutzung der Stadt, was einzelne Funde im Stadtgebiet zeigen. Ein Nachweis einer kontinuierlichen Besiedelung fehlt jedoch. Die Überlieferung des Ortsnamens spricht jedoch dafür, ebenso wie die erste Erwähnung von Pforzheim im Jahre 1067 am Ort der Römersiedlung, die bis heute „Altstadt“ genannt wird sowie der Bau der Kirche St. Martin auf den römischen Fundamenten. Kortüm geht dennoch davon aus, dass keine kontinuierliche Besiedelung stattfand, der Name Portus eher ein Flurnamen war, und der Namen „Pforzheim“ mit „Siedlung am Flecken Portus“ zu interpretieren sei.

## VomVicuszumCivitas-Vorort
Portus wurde an der Militärstraße von Straßburg nach Stuttgart-Bad Cannstatt an der Stelle gegründet, an der diese die Enz durch eine Furt überwand. Der Abstand von über 20 km zu den beiden nächstgelegenen größeren Ortschaften, nämlich Ettlingen und Rutesheim, machte sie zu einem Etappenort, der Rast- und Übernachtungsmöglichkeiten bieten musste. Der Posten der Straßenpolizei ist aus Inschriften belegt. So entwickelte sich der Portus rasch zu einer wichtigen, zivilen, römischen Siedlung, vicus genannt. Der sofortige Wiederaufbau der Siedlung nach den zwei dokumentierten Bränden belegt seine Bedeutung als Etappenstandort.
In der Umgebung des vicus wurden mehrere ummauerte Gutshöfe (villa rustica) angelegt, um die Siedlung mit Lebensmittel zu versorgen. Hervorzuheben sind der Gutshof in Pforzheim-Brötzingen und der in Pforzheim-Hagenschieß. Beide Höfe hatten eine Grundfläche von etwa einem Hektar und waren an die Fernstraße Straßburg-Cannstatt angeschlossen. Weiter bot die Enz eine schiffbare Verbindung bis zu den Kastellen von Walheim, wo sie in den Neckar mündete. In Folge entwickelte sich Portus zu einem wirtschaftlichen Zentrum mit Handwerksbetrieben, Handelsstationen und Dienstleistungsbetrieben für den Verkehr. Inwiefern die Verschiffung von Rohstoffen stattfand, ist ungewiss.
Nach der Vorverlegung des Limes um 150 n. Chr. unter Antoninus Pius nahm der Truppenverkehr ab und die Siedlungsstruktur von Portus änderte sich. Die eher verkehrsorientierten Dienstleistungen wurden durch Verwaltungsaufgaben für das Umland und vermehrte Handelsfunktionen ersetzt. Portus wurde in dieser Zeit möglicherweise zum Verwaltungsmittelpunkt einer zugehörigen, namentlich aber nicht bekannten civitas. Die großen Steinbauten an der Enz (Lagerhäuser und Verwaltungsbauten) verdeutlichen diese Entwicklung.
Es sei noch angemerkt, dass die Funktion als civitas-Vorort nicht gesichert ist. Für die Bedeutungssteigerung von Portus spricht, dass der Ort auf einem Leugenstein erwähnt wurde, was nur größeren Siedlungen vorbehalten war. Ergänzend nannte Klaus Kortüm als Argument, dass sowohl die gefundenen Steininschriften als auch die Bruchstücke mehrerer großer Jupitergigantensäulen den Wohlstand der Bevölkerung belegen. Ihr Nachweis bedinge die Existenz großer Plätze und mehrerer Heiligtümer in Portus, was dessen Kleinstadtcharakter unterstreiche. Allerdings existieren durchaus auch Fälle, in denen auf Meilensteinen genannte Orte zwar eine gewisse Größe und Bedeutung, aber nachgewiesenermaßen keinen Status als civitas-Hauptort hatten. Auch sind an der Siedlungsstruktur des antiken Pforzheim keine klaren Hinweise auf eine zentralörtliche Funktion zu erkennen. Daher ist die Annahme einer civitas Portuensis um Portus in der Forschung umstritten.